# سفارة بيرو لدى السعودية
سفارة بيرو لدى السعودية هي الممثلية الدبلوماسية العليا لدولة بيرو لدى المملكة العربية السعودية. تقع السفارة في حي المعذر الشمالي في الرياض.